# Launceston, Cornwall
Launceston (Limba cornică: Lannstefan) este un oraș în comitatul Cornwall, regiunea South West, Anglia. Orașul se află în districtul North Cornwall.